# Magyarország az 1983-as úszó-Európa-bajnokságon
Magyarország a Rómában megrendezett 1983-as úszó-Európa-bajnokság egyik részt vevő nemzete volt.

## Versenyzők száma
| Sportág, szakág | Magyar résztvevő | Magyar résztvevő | Magyar résztvevő |
| Sportág, szakág | Férfi            | Nő               | Össz.            |
| Úszás           | 3                | 3                | 6                |
| Műugrás         | 0                | 1                | 1                |
| Vízilabda       | 13               | –                | 13               |
| Összesen        | 16               | 4                | 20               |

## Érmesek
| Érem  | Versenyző | Versenyszám | Versenyszám      | Dátum         |
| ----- | --- | ----------- | ---------------- | ------------- |
| Ezüst | Wladár Sándor | úszás       | Férfi 200 m hát  | augusztus 24. |
| Ezüst | Vermes Albán | úszás       | Férfi 200 m mell | augusztus 25. |
| Ezüst | Bors László Budavári Imre Csapó Gábor Cservenyák Tibor Gerendás György Horkai György Kenéz György Kis István Kuncz László Schmiedt Gábor Somossy József Sudár Attila Tóth Sándor | vízilabda   | Vízilabda        | augusztus 27. |

## Úszás
Férfi
| Versenyző      | Versenyszám  | Előfutam | Előfutam | Előfutam | Döntő   | Döntő    |
| Versenyző      | Versenyszám  | Idő      | Hely.    | Össz.    | Idő     | Helyezés |
| -------------- | ------------ | -------- | -------- | -------- | ------- | -------- |
| Wladár Sándor  | 100 m hát    | 57,37    |          |          | 57,16   | 4.       |
| Wladár Sándor  | 200 m hát    | 2:04,32  | 1.       | 1.       | 2:01,61 |          |
| Wladár Sándor  | 200 m vegyes | 2:07,00  |          |          | 2:05,06 | 5.       |
| Wladár Sándor  | 400 m vegyes | 4:28,05  |          |          | 4:24,38 | 4.       |
| Dzvonyár János | 100 m hát    | 1:05,26  |          |          | 1:04,92 | 8.       |
| Dzvonyár János | 200 m hát    | 2:24,60  |          |          | 2:24,53 | 14.      |
| Vermes Albán   | 100 m mell   | 1:06,34  |          | 17.      | kiesett | kiesett  |
| Vermes Albán   | 200 m mell   | 2:20,42  |          |          | 2:18,27 |          |

Női
| Versenyző      | Versenyszám | Előfutam | Előfutam | Előfutam | Döntő   | Döntő    |
| Versenyző      | Versenyszám | Idő      | Hely.    | Össz.    | Idő     | Helyezés |
| -------------- | ----------- | -------- | -------- | -------- | ------- | -------- |
| Orosz Andrea   | 200 m gyors | 2:03,41  |          |          | 2:02,65 | 6.       |
| Orosz Andrea   | 400 m gyors | 4:17,33  |          |          | 4:14,72 | 5.       |
| Gyúró Mónika   | 800 m gyors | 8:55,43  |          | 12.      | kiesett | kiesett  |
| Virágh Katalin | 100 m hát   | 1:04,62  |          |          | 1:04,22 | 7.       |
| Virágh Katalin | 200 m hát   | 2:19,33  |          |          | 2:19,07 | 8.       |

## Műugrás
Női
| Versenyző      | Versenyszám      | Selejtező | Selejtező | Döntő   | Döntő    |
| Versenyző      | Versenyszám      | Pont      | Helyezés  | Pont    | Helyezés |
| -------------- | ---------------- | --------- | --------- | ------- | -------- |
| Kelemen Ildikó | 3 m műugrás      |           |           | 431,280 | 7.       |
| Kelemen Ildikó | 10 m toronyugrás |           | 5.        | 394,110 | 5.       |

## Vízilabda

### Férfi
A magyar férfi vízilabda-válogatott kerete:
| Magyar nemzeti férfi vízilabdacsapat-játékoskeret | Magyar nemzeti férfi vízilabdacsapat-játékoskeret | Magyar nemzeti férfi vízilabdacsapat-játékoskeret | Magyar nemzeti férfi vízilabdacsapat-játékoskeret | Magyar nemzeti férfi vízilabdacsapat-játékoskeret | Magyar nemzeti férfi vízilabdacsapat-játékoskeret |
| #                                                 | Név                                               | Poszt                                             | Kor (1983. augusztus 20. szerint)                 | klub                                              |                                                   |
| ------------------------------------------------- | ------------------------------------------------- | ------------------------------------------------- | ------------------------------------------------- | ------------------------------------------------- | ------------------------------------------------- |
|                                                   | Bors László                                       | K                                                 | 1959. január 22. (24 évesen)                      | BVSC                                              |                                                   |
|                                                   | Budavári Imre                                     | M                                                 | 1956. június 14. (27 évesen)                      | Vasas                                             |                                                   |
|                                                   | Csapó Gábor                                       | M                                                 | 1950. szeptember 20. (32 évesen)                  | Vasas                                             |                                                   |
|                                                   | Cservenyák Tibor                                  | K                                                 | 1948. augusztus 8. (35 évesen)                    |                                                   |                                                   |
|                                                   | Gerendás György                                   | M                                                 | 1954. február 23. (29 évesen)                     | BVSC                                              |                                                   |
|                                                   | Horkai György                                     | M                                                 | 1954. július 1. (29 évesen)                       | BVSC                                              |                                                   |
|                                                   | Kenéz György                                      | M                                                 | 1956. június 23. (27 évesen)                      | Vasas                                             |                                                   |
|                                                   | Kis István                                        | M                                                 | 1958. július 25. (25 évesen)                      | Újpesti Dózsa                                     |                                                   |
|                                                   | Kuncz László                                      | M                                                 | 1957. július 29. (26 évesen)                      | Vasas                                             |                                                   |
|                                                   | Schmiedt Gábor                                    | M                                                 | 1962. január 25. (21 évesen)                      | Tungsram SC                                       |                                                   |
|                                                   | Somossy József                                    | M                                                 | 1956. január 2. (27 évesen)                       | Bp. Honvéd                                        |                                                   |
|                                                   | Sudár Attila                                      | M                                                 | 1954. április 11. (29 évesen)                     | OSC                                               |                                                   |
|                                                   | Tóth Sándor                                       | M                                                 | 1960. augusztus 21. (22 évesen)                   | BVSC                                              |                                                   |
| Szövetségi kapitány: Rusorán Péter                |                                                   |                                                   |                                                   |                                                   |                                                   |

| Helyezés | Csapat        | M | Gy | D | V | G+ | G– | Gk  | P  |
| -------- | ------------- | - | -- | - | - | -- | -- | --- | -- |
| Arany    | Szovjetunió   | 7 | 5  | 2 | 0 | 71 | 61 | +10 | 12 |
| Ezüst    | Magyarország  | 7 | 5  | 1 | 1 | 67 | 55 | +12 | 11 |
| Bronz    | Spanyolország | 7 | 4  | 0 | 3 | 66 | 70 | –4  | 8  |
| 4.       | Jugoszlávia   | 7 | 3  | 2 | 2 | 60 | 52 | +8  | 8  |
| 5.       | NSZK          | 7 | 2  | 2 | 3 | 53 | 52 | +1  | 6  |
| 6.       | Hollandia     | 7 | 2  | 1 | 4 | 48 | 57 | –9  | 5  |
| 7.       | Olaszország   | 7 | 2  | 1 | 4 | 62 | 62 | 0   | 5  |
| 8.       | Románia       | 7 | 0  | 1 | 6 | 47 | 65 | –18 | 1  |

| 1983. augusztus 20. 15:00 | Magyarország                                        | 12–10 | Spanyolország                                      | Játékvezetők: Fuchs (belga), Schulman (NSZK) |
| 1983. augusztus 20. 15:00 | (1–2, 5–0, 2–5, 4–3)                                |       |                                                    | Játékvezetők: Fuchs (belga), Schulman (NSZK) |
| 1983. augusztus 20. 15:00 | Budavári 6 Somossy 2 Kis, Gerendás, Csapó, Tóth 1-1 |       | Estiarte, A. Aguilar 3-3 Neira 2 Canal, Signes 1-1 | Játékvezetők: Fuchs (belga), Schulman (NSZK) |

| 1983. augusztus 21. 15:00 | Magyarország                                     | 10–9 | NSZK                                               | Játékvezetők: Gilna (román), Geurtsen (holland) |
| 1983. augusztus 21. 15:00 | (2–3, 3–3, 2–1, 3–2)                             |      |                                                    | Játékvezetők: Gilna (román), Geurtsen (holland) |
| 1983. augusztus 21. 15:00 | Budavári 4 Gerendás Csapó 2-2 Somossy, Sudár 1-1 |      | Otto 3 Osselmann, Lobb 2-2 Obschernikat, Stamm 1-1 | Játékvezetők: Gilna (román), Geurtsen (holland) |

| 1983. augusztus 22. 16:00 | Magyarország                          | 9–9 | Hollandia                                                 | Játékvezetők: Scheuermann (NSZK), Timoc (románia) |
| 1983. augusztus 22. 16:00 | (2–3, 2–1, 3–3, 2–2)                  |     |                                                           | Játékvezetők: Scheuermann (NSZK), Timoc (románia) |
| 1983. augusztus 22. 16:00 | Gerendás 5 Budavári 2, Kis, Csapó 1-1 |     | Landeweerd 4 Buunk 2 Aantjes, van Belkum, Noordegraap 1-1 | Játékvezetők: Scheuermann (NSZK), Timoc (románia) |

| 1983. augusztus 23. 21:00 | Magyarország                        | 9–3 | Olaszország           | Játékvezetők: Radejenovic (jugoszláv), van Dorp (holland) |
| 1983. augusztus 23. 21:00 | (2–0, 1–1, 3–1, 3–1)                |     |                       | Játékvezetők: Radejenovic (jugoszláv), van Dorp (holland) |
| 1983. augusztus 23. 21:00 | Somossy 4 Kuncz 3 Horkai, Csapó 1-1 |     | Fiorillo 2 Campagna 1 | Játékvezetők: Radejenovic (jugoszláv), van Dorp (holland) |

| 1983. augusztus 25. 20:00 | Szovjetunió                                                                                 | 12–10 | Magyarország                                              | Játékvezetők: Fuchs (belga), Timoc (román) |
| 1983. augusztus 25. 20:00 | (3–3, 3–4, 2–1, 4–2)                                                                        |       |                                                           | Játékvezetők: Fuchs (belga), Timoc (román) |
| 1983. augusztus 25. 20:00 | Mahvenieradze 3 Kotenko, Szmirnov 2-2 Prokopcsuk, Naumov, Kabanov, Mendigaljev, Sagajev 1-1 |       | Budavári 3 Gerendás, Somossy 2-2 Horkai, Kuncz, Csapó 1-1 | Játékvezetők: Fuchs (belga), Timoc (román) |

| 1983. augusztus 26. 20:00 | Magyarország                                                    | 9–5 | Románia           | Játékvezetők: Rasmajdan (szovjet), Picchetto (olasz) |
| 1983. augusztus 26. 20:00 | (2–1, 2–0, 3–1, 2–3)                                            |     |                   | Játékvezetők: Rasmajdan (szovjet), Picchetto (olasz) |
| 1983. augusztus 26. 20:00 | Budavári, Csapó 2-2 Sudár, Gerendás, Horkai, Somossy, Kuncz 1-1 |     | Costres 4 Hagiu 1 | Játékvezetők: Rasmajdan (szovjet), Picchetto (olasz) |

| 1983. augusztus 27. 13:40 | Magyarország                                             | 8–7 | Jugoszlávia                      | Játékvezetők: Goertsen (holland), Csirunasz (szovjet) |
| 1983. augusztus 27. 13:40 | (1–2, 3–2, 4–2, 0–1)                                     |     |                                  | Játékvezetők: Goertsen (holland), Csirunasz (szovjet) |
| 1983. augusztus 27. 13:40 | Gerendás, Horkai 2-2 Sudár, Budavári, Somossy, Kuncz 1-1 |     | Djuho 3 Bebic 2 Roje, Andric 1-1 | Játékvezetők: Goertsen (holland), Csirunasz (szovjet) |

| Csapat       | Helyezés |
| ------------ | -------- |
| Magyarország |          |